# Hans Münch (Mediziner)
Hans Wilhelm Münch (* 14. Mai 1911 in Freiburg im Breisgau; † 6. Dezember 2001 in Füssen) war ein deutscher Arzt. In der Zeit des Nationalsozialismus war er Lagerarzt im Konzentrations- und Vernichtungslager Auschwitz und im KZ Dachau. Er wurde im Krakauer Auschwitzprozess angeklagt und dort als einziger Beschuldigter freigesprochen. Später arbeitete er als niedergelassener Arzt in Roßhaupten am Forggensee bei Füssen.

## Leben
Hans Münch war der Sohn des Forstmeisters und späteren Botanik-Professors Ernst Münch und der Neffe des Mundartdichters Paul Münch. Seine Mutter, Tochter eines Pathologen, war in Genf aufgewachsen und stammte aus einer Familie von Ärzten und Pfarrern. Münch wuchs in der Nähe von Kaiserslautern und ab 1918 in Dresden auf, wo er 1931 das Abitur ablegte. Anschließend studierte er Medizin an den Universitäten Tübingen sowie München und war Politischer Leiter der Reichsstudentenführung. In Tübingen wurde er im Jahr 1933 Mitglied der Studentenverbindung AV Virtembergia. 1934 trat er dem Nationalsozialistischen Deutschen Studentenbund (NSDStB), dem NSKK sowie zum 1. Mai 1937 der NSDAP bei (Mitgliedsnummer 5.016.417). Im Jahr 1938 legte Münch sein Staatsexamen ab und wurde 1939 nach erfolgreich verteidigter Dissertation promoviert. Anschließend wurde er Assistenzarzt am Schwabinger Krankenhaus und heiratete im September 1939 eine Ärztin.
Mit Beginn des Zweiten Weltkrieges übernahm er in bayerischen Landarztpraxen die Vertretung eingezogener Ärzte. Nach eigener Aussage wurde er 1942 zur Waffen-SS gemustert. Er selbst sagte im März 1972 aus „Auf mein Drängen und durch Vermittlung eines Bekannten wurde ich dann schließlich im Jahre 1942 zur Waffen-SS gemustert“. Er trat der Waffen-SS bei und wurde im Juni 1943 an das Hygiene-Institut der Waffen-SS Rajsko versetzt, ein Außenlager des Konzentrationslagers Auschwitz. Münch war am Hygiene-Institut der Waffen-SS in Auschwitz Stellvertreter des dortigen Leiters Bruno Weber. Münch experimentierte auch mit jüdischen Frauen, die in Block 10 im Stammlager Auschwitz untergebracht waren. Gemessen an den Experimenten Carl Claubergs und Horst Schumanns mögen seine Versuche harmloser gewesen sein, aber es ist zweifelhaft, dass sie dies nur deswegen waren, weil Hans Münch von vornherein beabsichtigte, unbedenkliche Versuche durchzuführen. Um einen Zusammenhang von vereiterten Zahnwurzeln und Rheuma zu untersuchen, zog Münch Häftlingen Zähne und injizierte den daraus gewonnenen Eiter in Arme und Rücken der Menschen. 1998 sagte er aus, dass er damals Versuche an Menschen machen konnte, „die sonst nur an Kaninchen möglich sind“. Ebenfalls ein Stellvertreter Webers war Münchs Kollege SS-Arzt Hans Delmotte. Unter Münchs Kollegen war dort zudem auch der gleichaltrige, aus Bayern stammende Josef Mengele. Im Sommer 1944 wurde Münch zum SS-Untersturmführer befördert. Nach der Auflösung des KZ Auschwitz im Januar 1945 arbeitete Münch noch etwa drei Monate lang im Konzentrationslager Dachau.

## Prozess in Polen 1946
In einem amerikanischen Internierungslager wurde er nach Kriegsende 1945 als ehemaliger KZ-Arzt von Auschwitz erkannt und festgenommen. 1946 lieferte man ihn als Häftling an Polen aus. Er wurde wegen seiner Experimente zu Rheuma und Malaria angeklagt. Im Krakauer Auschwitzprozess vor dem Obersten Nationalen Tribunal Polens machte Münch seine Aussage. Viele Häftlinge sagten zu seinen Gunsten aus. Er verließ Krakau als „human eingestufter, nicht verurteilter Kriegsverbrecher“, wie er später selbst sagte. Der Freispruch wurde unter anderem damit begründet, dass er sich strikt geweigert habe, auf der Rampe die ankommenden Häftlinge zu selektieren. Münch gab an, dass er Anfang 1944 vom Standortarzt Eduard Wirths zur Selektion an der Rampe aufgefordert worden sei, sich jedoch geweigert habe. Der Auschwitz-Häftling Hermann Langbein, der als Schreiber des Standortarztes Einblick in die Selektionspläne hatte, bestätigte beim Frankfurter Auschwitz-Prozess, dass Münch nicht selektiert habe. Münch wurde trotzdem kurze Zeit später zum SS-Untersturmführer befördert. Im Urteil des Polnischen Nationalgerichts in Krakau vom 22. Dezember 1947 war unter anderem zu lesen:

„Der Angeklagte Hans Münch war den Häftlingen gegenüber wohlwollend eingestellt, hat ihnen geholfen und sich selbst dadurch gefährdet.“

Es war der einzige Freispruch von 40 Angeklagten. Hans Münch wurde auch „der gute Mensch von Auschwitz“ genannt, der auch Häftlinge vor dem Tod durch Vergasung bewahrt hat. Später übernahm Münch eine Landarztpraxis in Roßhaupten (Ostallgäu).

## Leben als Zeitzeuge
1964 wurde er im ersten Frankfurter Auschwitz-Prozess vernommen und in folgenden Verfahren als Sachverständiger aufgerufen.
In Robert Jay Liftons Buch The Nazi Doctors: Medical Killing and the Psychology of Genocide (1986) über die SS-Ärzte von Auschwitz werden umfangreiche Gespräche des Autors mit Hans Münch (anonymisiert als Ernst B.) wiedergegeben. Er wird beschrieben „als einziger SS-Arzt, bei dem die Bindung an den hippokratischen Eid sich als stärker erwiesen habe als die Bindung an den SS-Eid“, da er sich geweigert habe, sich an der Selektion der auf der Rampe von Auschwitz-Birkenau ankommenden Transporte von jüdischen Menschen für Arbeit im KZ oder für die sofortige Vernichtung in den Gaskammern zu beteiligen.
Mehrmals war Hans Münch in der Bundesrepublik Deutschland auf Diskussions- und Gedenkveranstaltungen. Er wurde geschätzt als Retter vieler Auschwitz-Häftlinge, der sich dadurch selbst in Lebensgefahr gebracht hatte. Zum Jahrestag der Befreiung besuchte er am 27. Januar 1995 auf Einladung von Eva Mozes Kor, die als Kind die Menschenversuche seines Arbeitskollegen Mengele überlebte, die Gedenkstätte Auschwitz.
Hans Münch wohnte in seinen letzten Jahren im Allgäu am Forggensee. Er starb im November 2001 im Alter von 90 Jahren.

## Beginn der Kontroversen

### Ermittlungsverfahren 1998
1998 veröffentlichte Der Spiegel ein Interview mit Münch. Hans Münch und der Interviewer Bruno Schirra hatten sich vor dem Interview den Film Schindlers Liste angesehen. Im Bericht sind verschiedene Zitate Münchs abgedruckt:

„Ja, natürlich bin ich ein Täter. Ich habe viele Leute gerettet. Dadurch, daß ich ein paar Leute umgebracht habe. […] Ich bin ein human eingestufter, nicht verurteilter Kriegsverbrecher. Ich konnte an Menschen Versuche machen, die sonst nur an Kaninchen möglich sind. Das war wichtige wissenschaftliche Arbeit. […] Das waren ideale Arbeitsbedingungen, eine exzellente Laborausrüstung und eine Auslese von Akademikern mit weltweitem Ruf. […] Die Malaria-Experimente waren ganz harmlos. Ich habe einen Test gemacht: Ist der Mann immun oder nicht? […] Im Hygiene-Institut war ich König. […] Die wären vielleicht nicht vergast worden, aber sie wären jämmerlich an Seuchen krepiert.“

Dirk Münch, Sohn von Hans Münch, äußerte wenige Tage später öffentlich sein Unverständnis über das geführte Interview. Er erklärte, sein 87-jähriger Vater leide seit zwei Jahren an Konzentrationsschwäche. Er kritisierte, das Anschauen des über drei Stunden langen Films Schindlers Liste sei für seinen Vater zu anstrengend gewesen.
Das bayerische Justizministerium veranlasste aufgrund Hans Münchs Interview im Spiegel ein staatsanwaltliches Ermittlungsverfahren; die Ludwigsburger Zentralstelle zur Aufklärung nationalsozialistischer Verbrechen leitete eine Vorermittlung ein. Das Simon-Wiesenthal-Zentrum forderte in einem Schreiben an die bayerische Staatsregierung die sofortige Verhaftung Münchs. Man durchsuchte die Stasi-Akten der Gauck-Behörde und forderte den Spiegel auf, die Tonbänder des Münch-Interviews zu übergeben, um prüfen zu können, ob die Staatsanwaltschaft eingreifen solle. Zum Verdacht der Beteiligung an NS-Verbrechen trugen drei Anhaltspunkte bei: Münchs Beteiligung am Rampendienst, an Selektionen innerhalb des Lagers sowie an Menschenversuchen, die zum Tod der Versuchspersonen geführt haben. Das Ermittlungsverfahren gegen Hans Münch wurde im Januar 2000 wegen „fortgeschrittener Demenz“ eingestellt. Im November 2001 starb Münch.

### Mitwirkung in Shoa-Dokumentarfilmen
Münch wirkte als Interviewpartner in dem Dokumentarfilm Der Judenmord – Deutsche und Österreicher berichten von 1998 mit.
Im März 2000 startete in den deutschen Kinos der Dokumentarfilm Die letzten Tage. Er war 1999 in den USA unter dem Originaltitel The Last Days angelaufen und ab 16 Jahren freigegeben. Unterstützt wurde der Film von der Survivors of the Shoa Visual History Foundation, einer Stiftung, die Steven Spielberg gegründet hatte. Münch traf in dem Film als Zeitzeuge mit der Überlebenden Renée Firestone zusammen, deren Schwester in Auschwitz bei Menschenversuchen ums Leben gekommen war, und beide unterhielten sich. Eine Filmbesprechung wies darauf hin, dass der amerikanische Film keinen deutlichen Hinweis enthielt, dass der Zeitzeuge Münch zu dieser Zeit bereits an der Alzheimer-Krankheit litt. Nur im Abspann des Films sei eine kurze Anmerkung zu finden, allerdings in französischer Sprache.

### Prozesse und Schuldspruch in Frankreich 2000–2001
Im Jahr 1998 hatte sich Hans Münch im französischen Rundfunksender France Inter über Roma und Sinti abfällig geäußert und die Meinung vertreten, für sie wären Gaskammern die einzige Lösung gewesen. Die Agence France-Presse (AFP) berichtet am 7. Mai 2001, dass das Pariser Berufungsgericht den Freispruch vom Juni 2000 aufgehoben hatte. In diesem Prozess war Münch der „Aufstachelung zum Rassenhass“ angeklagt worden. Er war der Gerichtsverhandlung im Jahr 2000 ferngeblieben. Ihm war eine „psychische Störung“ per ärztlichem Gutachten attestiert worden, was seinen Freispruch zur Folge hatte.
Mitte Mai 2001 kam es in Paris gegen Hans Münch nun zu einem Schuldspruch wegen Aufstachelung zum Rassenhass sowie der Verharmlosung von Verbrechen gegen die Menschlichkeit. Der Staatsanwalt hatte eine Haftstrafe auf Bewährung gefordert. Man erklärte ihn für schuldig, jedoch aus Rücksicht auf Alter und Geisteszustand des damals 89-Jährigen verzichtete das Pariser Berufungsgericht auf eine Strafe. Auch diesem Prozess war Münch ferngeblieben.
Der französische Rundfunk sendete im September 2001 eine Wiederholung des Interviews von 1998. Die Organisation Anwälte ohne Grenzen, die Internationale Liga gegen Rassismus und Antisemitismus und die Union der jüdischen Studenten in Frankreich reichten dagegen Klage ein. Alle angeklagten Verantwortlichen der öffentlich-rechtlichen Rundfunkanstalt Radio-France wurden vom Vorwurf der Beihilfe des Aufrufes zum Rassenhass im Jahr 2002 mit der Begründung freigesprochen, dass alle Hörer verstanden hätten, dass Münchs Aussagen über Sinti und Roma sowie über die NS-Vernichtungslager der NS-Propaganda entstammten.

## Heute

### Stiftung „Erinnerung, Verantwortung und Zukunft“
Die Stiftung „Erinnerung, Verantwortung und Zukunft“ führt in ihrer Liste Hans Münch als Beteiligten bei Malaria-Experimenten an Haftinsassen in Auschwitz an. Sie erwähnt nicht seine Mitarbeit in Dachau bei den dortigen Malariaversuchen, die bis zum 5. April 1945 unter Leitung von Claus Schilling durchgeführt wurden.

### Fritz Bauer Institut
In den Jahren 2002 und 2003 konzentrierte sich das Fritz Bauer Institut in Frankfurt am Main auf die Analyse des ersten Frankfurter Auschwitz-Prozesses und dessen Wirkungsgeschichte in der BRD. Es wurde ausdrücklich dazu eingeladen, an der öffentlichen Veranstaltungsreihe Täter- und Opferbiografien im NS-Regime teilzunehmen. Am 4. November 2002 hielt Helgard Kramer den Vortrag SS-Ärzte in Auschwitz und im Ersten Frankfurter Auschwitz-Prozess. Der Inhalt wurde wie folgt angekündigt:

„Im KZ Auschwitz wurden SS-Ärzte zu Technikern des Massenmords. Konzentriert auf den Fall des Standortarztes von Auschwitz, Eduard Wirths, der 1945 nach Kriegsende eine Rechtfertigungsschrift verfasste und in britischer Haft Selbstmord beging, und auf den Fall des Hans Münch, gegen den, nach einem im Spiegel publizierten Interview mit Bruno Schirra, 1998 ein Ermittlungsverfahren wegen Beteiligung an NS-Verbrechen von der Staatsanwaltschaft Frankfurt eingeleitet wurde, wird die Selbstdarstellung der SS-Ärzte untersucht. Münch, der 1947 als einziger von 40 Angehörigen des Auschwitzer SS-Personals vom höchsten polnischen Gericht in Krakow freigesprochen worden war, wurde im Ersten Frankfurter Auschwitz-Prozess zum wichtigen ‚neutralen‘ Zeugen der Realität von Auschwitz und avancierte in späteren Verfahren zum Experten. Auch die Rechtfertigungsschrift von Eduard Wirths wurde im Verfahren herangezogen. Speziell wird untersucht, welche Vorstellungen von ‚humanem Verhalten‘ und ‚Anständigkeit‘ in den Äußerungen der SS-Ärzte einerseits, in der Urteilsbegründung des Ersten Frankfurter Auschwitzprozesses andererseits entwickelt wurden.“

### Studie: Untersuchung der vergangenen Prozesse
Im Zuge der Holocaustforschung berichtet Helgard Kramer in einer Studie von 2005 über Einzelheiten: Hans Münch wurde im ersten Frankfurter Auschwitz-Prozess vernommen, in folgenden Verfahren am 2. und 5. März 1964 sogar als Sachverständiger aufgerufen. Der Frankfurter Staatsanwaltschaft war bis 2000 nur das Urteil des Krakauer Prozesses zugänglich, die Protokolle der Verhandlung und Zeugenvernehmungen nicht. Münch hatte behauptet, er sei der Waffen-SS zwangsweise beigetreten und zudem erst gegen Ende 1944 nach Auschwitz-Birkenau gekommen. Im Gespräch der zweiten Vernehmung korrigierte er lediglich, bereits 1943 angekommen zu sein. Anhand der Unterlagen der Zeugenvernehmung stellte sich heraus, dass Münch in der Hauptverhandlung 1947 auf die gezielten Fragen des Staatsanwaltes, ob er sich an Selektionen auf der Rampe beteiligt habe, geantwortet hat:

„Der Standortarzt hat von mir verlangt, dass ich an Selektionen teilnehme, und ich konnte es offiziell nicht ablehnen, denn dann wäre es eine Befehlsverweigerung, ich habe jedoch einen Weg gefunden, diese Sache als Arzt zu vermeiden.“

Münch wurde zu den medizinischen Experimenten, die er in Block 10 durchführte, befragt. Man brach das Verhör ab, als er einen Fachkollegen als Gesprächspartner verlangte. Der spätere Professor Jan Sehn hatte den Krakauer Auschwitzprozess 1947 als Untersuchungsrichter vorbereitet. Er beauftragte den in Untersuchungshaft sitzenden Münch mit der medizinischen Betreuung eines anderen Gefangenen und ließ ihm den gesamten Aktenbestand des SS-Hygiene-Instituts Rajsko „zum Ordnen“ in die Zelle bringen. Die Akten wurden danach vom Krakauer Journalisten Mieczysław Kieta verwahrt, der sich später am stärksten für die Entlastung Münchs einsetzte. Kieta arbeitete im Kommando des SS-Hygiene-Instituts als Laborant unter Münchs Aufsicht. Von mehreren Häftlingen ist Münch „Anständigkeit“ bescheinigt worden. Drei Häftlinge wurden häufig zitiert. Als wichtigster galt der ungarische Medizinprofessor Geza Mansfeld. Er lobte Münch ausgesprochen, da dieser seine Selektion zur Gaskammer verhindert und ihm Medikamente beschafft hatte (Mansfeld litt an einem Magengeschwür). Im Gegenzug erhielt Münch eine Ausbildung in Serologie, Bakteriologie und Chemie. Mansfeld gehörte zu den international bekannten „Kapazitäten“ und sollte sein Wissen dem Hygiene-Institut kostenlos vermitteln.
Mit Abschluss des Ermittlungsverfahrens ergab sich, dass die drei Entlastungsbriefe seiner Häftlinge Persilscheinaktionen waren. Die Entlastungsbriefe wurden – noch vor der ersten Vernehmung Münchs – vom Bischof von Hildesheim an den Kardinal von Warschau, von dort vermutlich an Untersuchungsrichter Jan Sehn weitergeleitet. Nach dem Freispruch kam Münch nach Bayern und durfte wieder als Arzt arbeiten (vgl. Approbationsordnung). Auf Empfehlung der ehemaligen Häftlinge nahm sich Philipp Auerbach, Staatskommissar im Bayrischen Ministerium des Innern für rassisch, religiös und politisch Verfolgte, seiner an. Auerbach sendete am 30. Juli 1948 dem Ministerium für Arbeit die ärztliche Zulassung Münchs zur Kassenpraxis. Textauszug daraus:

„Ich möchte Ihnen mitteilen, dass Dr. Münch zu dem von mir betreuten Personenkreis gehört.“

### Artikel inDie Welt(2005)
Nach Münchs Tod blickte der Journalist Bruno Schirra in der Zeitung Die Welt auf Gespräche mit Münch in den Jahren zwischen 1995 und 1999 zurück. Schirra beschreibt, wie Münch von der Mitarbeit bei der Selektion der Häftlinge im Vernichtungslager Auschwitz und von seinen medizinischen Experimenten im Lager erzählte, wie  beispielsweise dem Abkochen von Menschenfleisch zu Bouillon, um Nährböden für die Rheumaforschung zu gewinnen. Weiterhin wird berichtet, dass Münch die Darstellungen des Holocaust im Spielfilm Schindlers Liste als „detailliert und Punkt für Punkt genau“ kommentierte und sagte: „Ich war dabei. Vor der Gaskammer.“ Schirra traf Münch am 27. Januar 1995 zum Jahrestag der Lagerbefreiung in der Gedenkstätte Auschwitz, um über den angeblich „guten Menschen von Auschwitz“ zu schreiben. Später kontaktierte der Holocaust-Überlebende Imre Gönczy Schirra wegen seines Artikels über Münch. Gönczy erinnerte sich an Münch aus seiner Zeit als Häftling in Auschwitz. Münch habe an dem damals 17-jährigen Gönczy grausame medizinische Experimente wie zum Beispiel die Injektion von Eiter durchgeführt. Gönczy berichtete, dass er für Münch arbeiten musste und dem Arzt unter dem Namen Emmerich bekannt gewesen sei. Schirra zitiert ihn wie folgt:

„Ich war der Koch der Menschenbouillon. Ich bin Emmerich. Ich war der, der aus den Brüsten von Frauen und dem Schenkelfleisch der Männer Menschenbouillon gekocht hat. Auf Befehl des Doktors. Er hat an mir medizinische Versuche durchgeführt.“

### Juristische Sicht
Am 15. April 2005 fand in Berlin die Tagung „NS-Täter aus interdisziplinärer Perspektive“ statt. Ursula Solf, Staatsanwältin a. D., äußerte sich:

„Die rechtliche Grundlage für Mord bzw. Totschlag, basierend auf dem Strafgesetzbuch von 1872, besagt, dass der Täterin oder dem Täter eine "konkrete Tat" nachgewiesen werden muss. Fehlt im Kausalzusammenhang der zu beweisenden Tat ein Glied, gilt: „in dubio pro reo“ (im Zweifel für den Angeklagten). So war allein der Tatbestand, in Auschwitz als SS-Arzt tätig gewesen zu sein, kein ausreichender Strafbestand für eine Verurteilung. Dies machen die Diskussionen um den SS-Arzt Dr. Münch deutlich […], der zeitlebens abstritt, an der Ermordung von Juden beteiligt gewesen zu sein, weshalb sich die Diskussionen darauf konzentrierten, ob er an der Rampe selektiert hatte oder nicht. Die Fixierung auf individuelle Schuld im Kontext der juristischen Aufarbeitung des NS-Systems und seinen (Mord-)Institutionen stellt meines Erachtens ein Dilemma dar. Als Ausführende des NS-Rassenwahns inner- und außerhalb der Vernichtungslager und in den Euthanasie-Anstalten hätten beispielsweise die SS-Ärzte zumindest wegen Beihilfe zur Freiheitsberaubung und Körperverletzung verurteilt werden können. So hätten viele Prozesse zumindest gegen staatliche Funktionsträger in Verwaltung, Justiz und bewaffneten Organen ein anderes Ergebnis haben können, wenn nicht die Legende von der Legalität der nationalsozialistischen Machtübernahme akzeptiert worden wäre, sondern die dabei erfolgten Brüche der Weimarer Verfassung und des Weimarer StGB als solche erkannt und geahndet worden wären.“

## Film
- Nur einer von vierzig. Ein SS-Arzt und der Befehlsnotstand von Auschwitz. Fernsehdokumentation 1981. (50 Js 31738.6/98, Sonderband Asservate; Manuskript zur Fernseh-Dokumentation).
- Die letzten Tage. Amerikanischer Kino-Dokumentarfilm von James Moll. Survivors of the Shoa Visual History Foundation (von Steven Spielberg gegründet). Originaltitel: The Last Days. Regie James Moll. USA 1999, 87 Min., Freigegeben ab 16 Jahren. Deutscher Start: 20. März 2000
- WDR: Bei uns zu Hause in Auschwitz. Dokumentation